# Isla Herbosa (Asturias)
La Isla Herbosa está situada en el espacio protegido del Cabo de Peñas (concejo de Gozón, Asturias, España).
Con 4,2 hectáreas es la segunda mayor isla del Principado de Asturias. Es alta, abrupta e inabordable, constituida enteramente de roca. Está rodeada de arrecifes y pequeños islotes y farallones. Es un importante punto de cría de aves acuáticas, especialmente cormoranes moñudos y gaviotas.